# Nkosilathi Nyathi
Pour les articles homonymes, voir Nyathi.
Nkosilathi Nyathi (né en 2003) est un militant écologiste zimbabwéen. Il a commencé à faire campagne à l'âge de 10 ans et plaide pour l'inclusion des jeunes dans les rôles décisionnels,. Il est d'avis que les efforts des jeunes en faveur de la justice climatique ne peuvent se concrétiser s'ils ne peuvent pas faire d'appels aux plates-formes de prise de décision. Nkosilathi participe à la Conférence de Madrid de 2019 sur les changements climatiques (COP25) à Madrid, faisant campagne pour plus d'actions climatiques et l'inclusion des jeunes de la part des dirigeants mondiaux. 

## Activisme environnemental
Nkosilathi Nyathi a été élevé près des chutes Victoria. Il a retracé son parcours d'activisme environnemental jusqu'au jour où il sa conscience s'est éveillée en raison d'un dépotoir à Victoria Falls et est devenu plus conscient des problèmes environnementaux dans sa communauté immédiate. Il a commencé à remarquer les effets du changement climatique sur son environnement à l'âge de 11 ans en 5e année à l'école primaire de Chamabondo au Zimbabwe. Victoria Fall a connu la pire sécheresse depuis un siècle en 2019,,. 7,7 millions de Zimbabwéens sont en situation d'insécurité alimentaire et 45 millions de personnes sud-africaines risquent de souffrir de la faim,,. Il existe également un taux de malnutrition aiguë sans précédent de plus de 5% dans huit des districts du Zimbabwe. Tous ces problèmes qui se manifestent dans sa communauté l'ont poussé à commencer à enseigner à sa communauté le changement climatique et à appeler continuellement à la réduction des émissions mondiales et il s'est engagé à ne cesser de céder jusqu'à ce que les décideurs commencent à prendre des mesures climatiques considérables. 
Il était un chef de file dans le club climatique de son école primaire, Ozone Defenders Club. Il a dirigé la création de la première usine de biogaz dans sa communauté pour transformer les déchets en croissance pour produire de l'énergie durable en 2016. La station de biogaz est désormais utilisée pour la préparation de la nourriture des élèves.  Nkosinathi n'est pas bon en sport mais il a de bonnes capacités oratoires,, et sa compétence oratoire pour appeler le gouvernement à s'attaquer aux problèmes environnementaux et à accorder plus d'attention au changement climatique, lui vaut la reconnaissance de l'UNICEF pour assister à l'édition 2019 de la Convention-cadre des Nations unies sur les changements climatiques 25e Conférence des Parties (COP25) qui a eu lieu à Madrid. Il a également prononcé un discours lors des réunions du Groupe des amis des enfants et des objectifs de développement durable (ODD) lors du Forum régional africain 2020 sur le développement durable qui s'est tenu aux Chutes Victoria . Lors de la réunion, il a plaidé pour l'inclusion des jeunes des dirigeants mondiaux. En tant que membre du club de presse de son école, il écrit des articles pédagogiques sur l'environnement et le climat. 

## Prix et distinctions
- Ambassadeur des jeunes de l'UNICEF pour le climat au Zimbabwe en 2015[14].
- Ambassadeur de la jeunesse pour Greenline Africa depuis 2014.